# Castelldefels
Castelldefells (Catalansk udtale: [kəsˌteʎdəˈfɛɫs]) er en catalansk by og kommune i comarcaet Baix Llobregat i provinsen Barcelona i det nordøstlige Spanien. Byen har 69.450(2024) indbyggere og dækker et areal på 12,90 km². Den er beliggende mellem byerne Sitges og Gavà. Castelldefels betjenes af RENFE, der bl.a. opererer mellem Barcelona-Sants og dele af Spanien.

## Demografi
| 1900 | 1930 | 1950  | 1970   | 1986   | 2005   | 2009   |
| ---- | ---- | ----- | ------ | ------ | ------ | ------ |
| 289  | 797  | 2.039 | 13.219 | 27.932 | 56.718 | 62.080 |